# Grant County (Minnesota)
 For alternative betydninger, se Grant County. (Se også artikler, som begynder med Grant County)
Grant County er et county i den amerikanske delstat Minnesota. Amtet ligger i de vestlige del af delstaten og grænser op til Otter Tail County i nord Douglas County i øst, Pope County i sydøst, Stevens County i syd, Traverse County i sydvest og mod Wilkin County i nordvest.
Grant Countys totale areal er 1 490 km² hvoraf 75 km² er vand. I 2000 havde amtet 6.289 indbyggere. Amtets administrationen ligger i byen Elbow Lake.
Amtet blev grundlagt 1868 og har fået sit navn efter USA's 18. præsident Ulysses S. Grant.

## Demografi
Ifølge folketællingen fra 2000 boede der 6289 personer i amtet. Der var 2534 husstande med 1740 familier. Befolkningstætheden var 4 personer pr. km². Befolkningens etniske sammensætning var som følger: 98,28 % hvide, 0,21 % afroamerikanere.
Der var 2534 husstande, hvoraf 29.20 % havde børn under 18 år boende. 59,00 % var ægtepar, som boede sammen, 6.50 % havde en enlig kvindelig forsøger som beboer, og 31.30 % var ikke-familier. 28,00 % af alle husstande bestod af enlige, og i 16.50 % af tilfældene boede der en person som var 65 år eller ældre.
Gennemsnitsindkomsten for en hustand var $33.775 årligt, mens gennemsnitsindkomsten for en familie var på $42.214 årligt.